# Bigues i Riells
Bigues i Riells – gmina w Hiszpanii, w prowincji Barcelona, w Katalonii, o powierzchni 29,15 km². W 2011 roku gmina liczyła 8781 mieszkańców.